# Nguyễn Đức Kiên (Ninh Bình)
Nguyễn Đức Kiên (sinh ngày 21 tháng 8 năm 1960) là một chính trị gia người Việt Nam. Ông hiện là Tổ trưởng - Tổ tư vấn kinh tế của Thủ tướng Chính phủ, Đại biểu Quốc hội Việt Nam khóa 14 tỉnh Sóc Trăng, Chủ tịch Nhóm Nghị sĩ hữu nghị Việt Nam - México. Ông từng là Phó chủ nhiệm Ủy ban kinh tế Quốc hội khóa XIII, XIV.

## Xuất thân
Nguyễn Đức Kiên sinh ngày 21 tháng 8 năm 1960, tại xã Khánh Thủy, huyện Yên Khánh, tỉnh Ninh Bình.
Cha Nguyễn Đức Kiên là giáo sư Bệnh viện Hữu nghị, Hà Nội, Chủ tịch Hội hóa sinh miền bắc Việt Nam. Cha ông từng làm nghiên cứu sinh tiến sĩ tại Cộng hòa dân chủ Đức.
Còn mẹ Nguyễn Đức Kiên là giảng viên bộ môn Mắt, Đại học Y Hà Nội.

## Giáo dục
Nguyễn Đức Kiên tốt nghiệp đại học chuyên ngành Tự động hóa ở Trường Đại học Giao thông Vận tải.
Ông có bằng Tiến sĩ Kinh tế tại Cộng hòa Liên bang Đức và chứng chỉ Cao cấp lý luận chính trị Đảng Cộng sản Việt Nam.

## Sự nghiệp
Sau khi tốt nghiệp đại học chuyên ngành Tự động hóa ở Trường Đại học Giao thông Vận tải, Nguyễn Đức Kiên trở thành giảng viên trường đại học này.
Năm 1984, Nguyễn Đức Kiên cùng với trưởng khoa của ông ở Trường Đại học Giao thông Vận tải là giáo sư, tiến sĩ Lã Ngọc Khuê chuyển về làm việc ở Bộ Giao thông Vận tải Việt Nam (Lã Ngọc Khuê sau này là Thứ trưởng Bộ Giao thông Vận tải).
Ngày 1 tháng 7 năm 1988, Nguyễn Đức Kiên được kết nạp vào Đảng Cộng sản Việt Nam.
Năm 1991, sau hơn 6 năm công tác ở Bộ Giao thông Vận tải Việt Nam, Nguyễn Đức Kiên nhận được học bổng cao học chuyên ngành quy hoạch giao thông tại Cộng hòa Liên bang Đức (lúc này Đông Đức và Tây Đức đã thống nhất).
Sau khi học xong cao học, Nguyễn Đức Kiên thi tiếp nghiên cứu sinh tiến sĩ về kinh tế vĩ mô quy hoạch vùng.
Sau khi hoàn thành chương trình học tiến sĩ, Nguyễn Đức Kiên tiếp tục ở lại Đức làm việc.
Mùa hè năm 1997, khi về Việt Nam chơi, ông nhận được lời khuyên từ các thủ trưởng cũ của mình về việc quay về Việt Nam làm việc vì đất nước đã thay đổi nhiều. Cuối năm 1997, ông quyết định bỏ việc ở Cộng hòa Liên bang Đức trở về Việt Nam làm chuyên viên tại Vụ Công nghiệp, Ban Kinh tế Trung ương Đảng Cộng sản Việt Nam. Ông Kiên là người duy nhất trong số 4 nghiên cứu sinh Việt Nam tới Đức thời điểm năm 1991 và 1992 trở về Việt Nam làm việc. Lúc này, Nguyễn Đức Kiên 37 tuổi là người trẻ nhất Vụ Công nghiệp.
Chỉ sau vài tháng, Nguyễn Đức Kiên được thăng chuyên viên chính Vụ Công nghiệp, Ban Kinh tế Trung ương Đảng Cộng sản Việt Nam.
Năm 2003, Nguyễn Đức Kiên được bổ nhiệm giữ chức Vụ trưởng Vụ Công nghiệp, Ban Kinh tế Trung ương Đảng Cộng sản Việt Nam chỉ sau 6 năm công tác tại vụ này.
Tháng 1 năm 2007, Ban Kinh tế Trung ương Đảng Cộng sản Việt Nam được sáp nhập vào Văn phòng Trung ương Đảng Cộng sản Việt Nam, Nguyễn Đức Kiên cùng bốn Vụ trưởng khác chuyển sang công tác ở Quốc hội Việt Nam.
Cùng năm đó, ông ứng cử đại biểu Quốc hội Việt Nam khóa 12 (2007-2011) ở tỉnh Sóc Trăng.
Đầu năm 2008, Nguyễn Đức Kiên được phân công giữ chức vụ Ủy viên Ban thường vụ Tỉnh ủy Sóc Trăng, Phó Chủ tịch Ủy ban nhân dân tỉnh Sóc Trăng.
Sau đó ông được Ban Chấp hành Đảng bộ tỉnh Sóc Trăng bầu giữ chức vụ Phó Bí thư Tỉnh ủy Sóc Trăng.
Ngày 22 tháng 5 năm 2011, Nguyễn Đức Kiên tiếp tục trúng cử Đại biểu Quốc hội Việt Nam khóa 13 nhiệm kì 2011-2016 tỉnh Sóc Trăng, sau đó được Quốc hội bầu làm Phó chủ nhiệm Ủy ban kinh tế Quốc hội khóa 13.
Ngày 22 tháng 5 năm 2016, ông tiếp tục được trung ương giới thiệu ứng cử và trúng cử Đại biểu Quốc hội Việt Nam khóa 14 tại tỉnh Sóc Trăng.
Ngày 12 tháng 12 năm 2019, Thủ tướng Bổ nhiệm làm Tổ trưởng Tổ tư vấn kinh tế của Thủ tướng Chính phủ.
Ngày 27 tháng 12 năm 2019, Tại quyết định 843/NQ-UBTVQH14, Ủy ban Thường vụ Quốc hội đã phê chuẩn kết quả miễn nhiệm chức vụ Phó chủ nhiệm Ủy ban Kinh tế Quốc hội khóa XIV đối với ông Nguyễn Đức Kiên. Ông Kiên cũng đồng thời thôi làm thành viên Ủy ban Kinh tế Quốc hội khóa XIV.

## Các phát ngôn gây tranh cãi
| “                                        | Người dân nghèo dùng xe máy thì đã được miễn phí qua trạm BOT, vì vậy không bị ảnh hưởng gì | ” |
| — Báo Người lao động, 7 tháng 9 năm 2017 |                                                                                             |   |

| “                                   | BOT “tù mù, rủi ro” là Thứ trưởng Đông đã trích dẫn nhận xét của Ngân hàng Thế giới và IMF về BOT trên toàn thế giới chứ không phải chỉ riêng của Việt Nam. | ” |
| — Báo VnEconomy, 7 tháng 9 năm 2017 | |   |

| “                                         | Chúng ta sống và làm việc theo luật. Luật đã quy định nó là “thu giá” thì ta gọi nó là “thu giá”. | ” |
| — Báo Người lao động, 24 tháng 5 năm 2018 |                                                                                                   |   |

- Ngày 25.5.2019, nói về khả năng xây đường cao tốc, ông Kiên cho biết, hiện nay, trên thế giới, không nhà thầu nước nào có kinh nghiệm thi công đường cao tốc nhiều như các doanh nghiệp của Trung Quốc. Với các tiêu chí mời thầu như hiện nay, chỉ doanh nghiệp Trung Quốc mới đáp ứng được.[10]